# Chad Laprise
Chad Laprise (Windsor, 23 de julho de 1986) é um lutador canadense de artes marciais mistas, ele participou do The Ultimate Fighter Nations: Canadá vs. Austrália.

## Carreira no MMA
Laprise fez sua estréia no MMA contra James Barber no Fighting Spirit MMA - Meltdown em 2010, no Canadá. Ele venceu por nocaute técnico.

### Bellator MMA
Laprise teve duas aparições no Bellator MMA, na primeira oportunidade enfrentou Josh Taveirne no Bellator 64. Ele venceu por finalização com um triângulo no primeiro round.
Sua segunda aparição foi contra Ainsley Robinson no Bellator 76, e ele novamente venceu, dessa vez por decisão unânime.

### The Ultimate Fighter
Em 6 de Dezembro de 2013 foi anunciado Laprise entre os 32 participantes do The Ultimate Fighter Nations: Canadá vs. Austrália, que contaria com lutadores do Canadá enfrentando lutadores da Austrália.
Sua primeira luta na casa foi contra o australiano Chris Indich, e Laprise venceu a luta por decisão unânime após dois rounds. Na semifinal, Laprise enfrentou seu compatriota e companheiro de equipe Kajan Johnson. Ele venceu a luta por nocaute no segundo round com um soco espetacular.
Com a vitória na semifinal, Laprise se classificou para a final, contra seu membro de equipe Oliver Aubin-Mercier.

### Ultimate Fighting Championship
A final do TUF foi contra seu compatriota Olivier Aubin-Mercier em 16 de Abril de 2014 no UFC Fight Night: Bisping vs. Kennedy. Laprise venceu por decisão dividida, se tornando assim o campeão do TUF Nations no Peso Meio Médio.
Laprise derrotou Yosdenis Cedeno em 4 de Outubro de 2014 no UFC Fight Night: MacDonald vs. Saffiedine e Bryan Barbarena em 25 de Abril de 2015 no UFC 186, ambas por decisão unânime.
Laprise lutou em 23 de Agosto de 2015 no UFC Fight Night: Holloway vs. Oliveira, contra o veterano do TUF Francisco Trinaldo. Ele foi derrotado por nocaute técnico no primeiro round, sofrendo sua primeira derrota na carreira no MMA profissional.
Laprise voltou ao Ultimate e enfrentou o inglês Ross Pearson em 19 de Março de 2016 no UFC Fight Night: Hunt vs. Mir. Ele foi derrotado por decisão dividida, somando assim sua segunda derrota seguida na organização.
Laprise foi escalado para enfrentar Thibault Gouti em 27 de Agosto de 2016 no UFC on Fox: Maia vs. Condit.

## Cartel no MMA
| Cartel no MMA   |             |            |
| 17 lutas        | 13 vitórias | 4 derrotas |
| Por nocaute     | 7           | 3          |
| Por finalização | 1           | 0          |
| Por decisão     | 5           | 1          |

| Res.    | Cartel | Oponente              | Método                  | Evento                                    | Data       | Round | Tempo | Local                         | Notas                                    |
| ------- | ------ | --------------------- | ----------------------- | ----------------------------------------- | ---------- | ----- | ----- | ----------------------------- | ---------------------------------------- |
| Derrota | 13-4   | Dhiego Lima           | Nocaute (soco)          | UFC 231: Holloway vs. Ortega              | 08/12/2018 | 1     | 1:37  | Toronto, Ontario              |                                          |
| Derrota | 13-3   | Vicente Luque         | Nocaute (socos)         | UFC Fight Night: Maia vs. Usman           | 19/05/2018 | 1     | 4:16  | Santiago                      |                                          |
| Vitória | 13-2   | Galore Bofando        | Nocaute Técnico (socos) | UFC on Fox: Lawler vs. dos Anjos          | 16/12/2017 | 1     | 4:10  | Winnipeg, Manitoba            |                                          |
| Vitória | 12-2   | Brian Camozzi         | Nocaute Técnico (socos) | UFC 213: Romero vs. Whittaker             | 08/07/2017 | 3     | 1:27  | Las Vegas, Nevada             |                                          |
| Vitória | 11-2   | Thibault Gouti        | Nocaute Técnico (socos) | UFC on Fox: Maia vs. Condit               | 27/08/2016 | 1     | 1:36  | Vancouver, Colúmbia Britânica |                                          |
| Derrota | 10-2   | Ross Pearson          | Decisão (dividida)      | UFC Fight Night: Hunt vs. Mir             | 19/03/2016 | 3     | 5:00  | Brisbane                      |                                          |
| Derrota | 10-1   | Francisco Trinaldo    | Nocaute Técnico (socos) | UFC Fight Night: Holloway vs. Oliveira    | 23/08/2015 | 1     | 2:43  | Saskatoon, Saskatchewan       |                                          |
| Vitória | 10-0   | Bryan Barberena       | Decisão (unânime)       | UFC 186: Johnson vs. Horiguchi            | 25/04/2015 | 3     | 5:00  | Montreal, Quebec              | Luta da Noite.                           |
| Vitória | 9-0    | Yosdenis Cedeno       | Decisão (unânime)       | UFC Fight Night: MacDonald vs. Saffiedine | 04/10/2014 | 3     | 5:00  | Halifax, Nova Scotia          |                                          |
| Vitória | 8-0    | Olivier Aubin-Mercier | Decisão (dividida)      | UFC Fight Night: Bisping vs. Kennedy      | 16/04/2014 | 3     | 5:00  | Quebec City, Quebec           | Final do TUF Nations no Peso Meio Médio. |
| Vitória | 7-0    | Derek Boyle           | Decisão (unânime)       | XFFC: East vs. West                       | 20/07/2013 | 3     | 5:00  | Grand Prairie, Alberta        |                                          |
| Vitória | 6-0    | Ainsley Robinson      | Decisão (unânime)       | Bellator 76                               | 12/10/2012 | 3     | 5:00  | Windsor, Ontario              |                                          |
| Vitória | 5-0    | Josh Taveirne         | Finalização (triângulo) | Bellator 64                               | 06/04/2012 | 1     | 2:48  | Windsor, Ontario              |                                          |
| Vitória | 4-0    | Andrew McInnes        | Nocaute Técnico (socos) | PFC 1: Border Wars                        | 16/07/2011 | 1     | 2:29  | Windsor, Ontario              |                                          |
| Vitória | 3-0    | James Barber          | Nocaute Técnico (socos) | XCC 64: Battle at the Border 10           | 28/08/2010 | 1     | 1:08  | Walpole Island, Ontario       |                                          |
| Vitória | 2-0    | Simonie Joannie       | Nocaute Técnico (socos) | Fighting Spirit MMA 12: Furious           | 21/08/2010 | 1     |       | London, Ontario               |                                          |
| Vitória | 1-0    | James Barber          | Nocaute Técnico (socos) | Fighting Spirit MMA: Meltdown             | 26/06/2010 | 1     |       | London, Ontario               |                                          |